# Крестьянская Застава (площадь)
Пло́щадь Крестья́нская Заста́ва (до 1919 года — площадь Спа́сской Заста́вы) — площадь в центре Москвы на Камер-Коллежском валу. Расположена в Таганском и Южнопортовом районах между Воронцовской, Абельмановской, 1-й Дубровской улицами, Волгоградским проспектом и 3-м Крутицким переулком. На площади находятся станции метро «Крестьянская Застава» и «Пролетарская».

## История
Переименована в 1919 году, «в честь советского крестьянства». До этого — площадь Спасской Заставы. Заставой являлся таможенный пункт Камер-Коллежского вала. Название же Спасская было дано заставе по расположению поблизости от Новоспасского монастыря.

## Описание

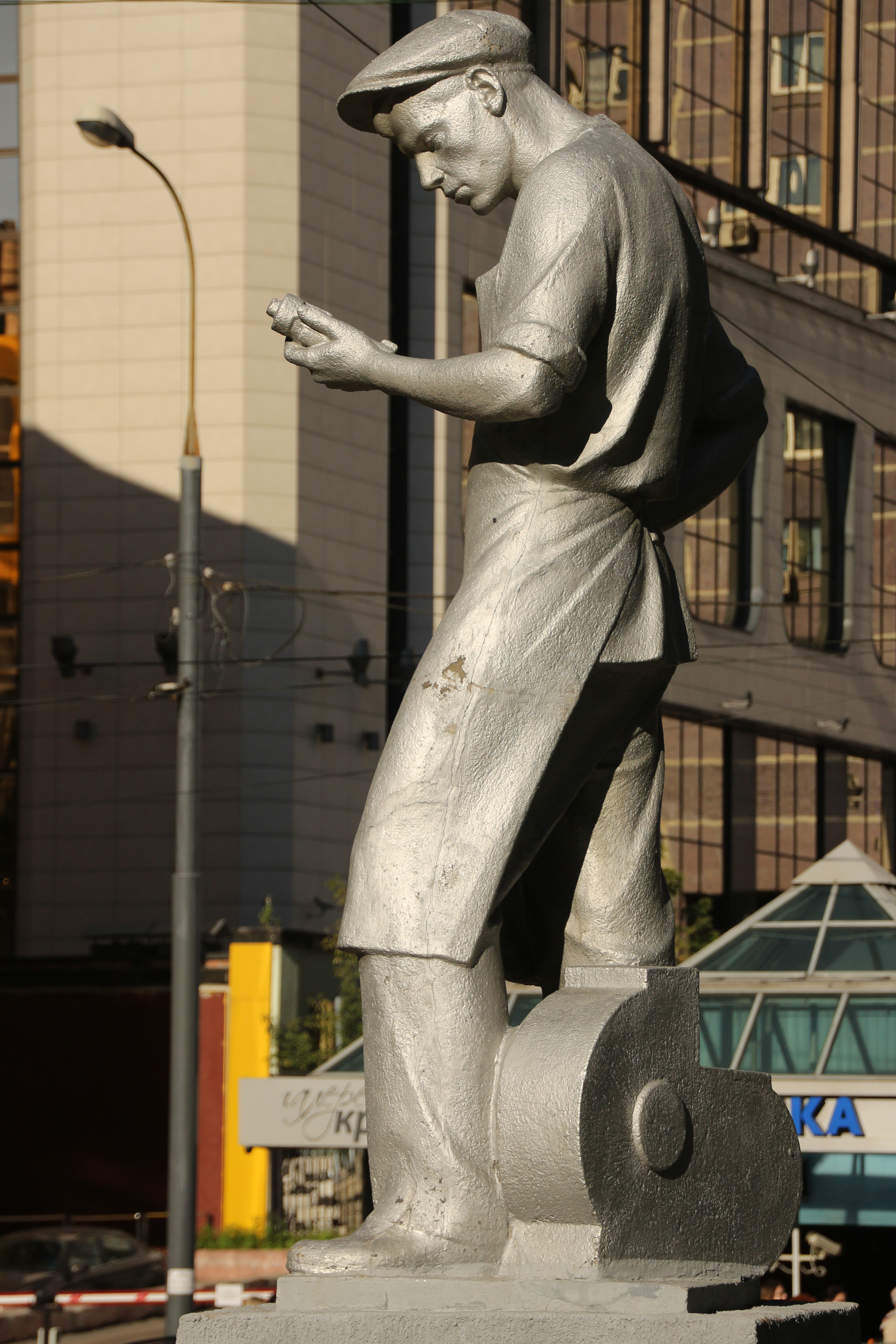
Скульптура «Рабочий-изобретатель» в сквере на площади Крестьянской Заставы. Скульптор Н. А. Андреев, 1925.

Площадь Крестьянская Застава ограничена с северо-востока Волгоградским проспектом, с северо-запада — Абельмановской улицей, которая на западе переходит в 3-й Крутицкий переулок, а с юга — Воронцовской. На неё выходят на юге 1-я Дубровская, на востоке — Стройковская, на севере — Марксистская улица.